# Michał Filip
Michał Filip (ur. 31 sierpnia 1994 w Rzeszowie) – polski siatkarz, grający na pozycji przyjmującego i atakującego. 
Po ukończonym sezonie 2022/2023 postanowił zakończyć siatkarską karierę.

## Życie prywatne
Związany był z modelką Izabellą Krzan, laureatką tytułu Miss Polonia 2016. W styczniu 2019 media poinformowały, iż para rozstała się. W drugiej połowie 2022 roku był związany z włoską siatkarką Paolą Egonu. Jest menedżerem do spraw rozwoju w jednej z polskich firm ze sprzętem sportowym (2024 r.).

## Przebieg kariery
| Lata                      | Klub                                      |
| ------------------------- | ----------------------------------------- |
| 2012–2014                 | AKS Resovia Rzeszów                       |
| 2014–2017                 | AZS Politechnika Warszawska (wypożyczony) |
| 2017–2020 (do 30.01.2020) | Cerrad Czarni Radom                       |
| 2020–2020 (od 30.01.2020) | BKS Visła Bydgoszcz                       |
| 2020–2021                 | Stal Nysa                                 |
| 2021–2022                 | Yeni Kızıltepe Spor Kulubü                |
| 2022–2023                 | Develi Belediyespor                       |

## Sukcesy klubowe
Młoda Liga:
- 2012

Mistrzostwa Polski Juniorów:
- 2013
- 2012

## Sukcesy reprezentacyjne
Liga Europejska:
- 2015